# (273) Atropos
(273) Atropos – planetoida z grupy pasa głównego asteroid okrążająca Słońce w ciągu 3 lat i 259 w średniej odległości 2,39 j.a. Została odkryta 8 marca 1888 roku w Obserwatorium Uniwersyteckim, w Wiedniu przez Johanna Palisę. Nazwa planetoidy pochodzi od Atropos, jednej z Mojr w mitologii greckiej.